# Dissolução dos Mosteiros
A Dissolução dos Mosteiros, por vezes referida como a Repressão dos Mosteiros, refere-se aos processos administrativos e jurídicos entre 1536 e 1541, através dos quais Henrique VIII de Inglaterra dissolveu os mosteiros, conventos e confrarias na Inglaterra, no País de Gales e na Irlanda; apropriou-se dos seus rendimentos, eliminando os seus membros ativos e antigos. A ele foi-lhe dada autoridade pelo Ato de Supremacia, que passou pelo Parlamento, em 1534, o que fez dele "Chefe Supremo da Igreja de Inglaterra", e pela Primeira Lei de Repressão (1536) e da Segunda Lei de Repressão (1539). Apesar de algumas fundações monásticas remontarem ao tempo anglo-saxónico, a esmagadora maioria das 825 comunidades religiosas foram dissolvidas por Henrique VIII, existentes devido à onda de entusiasmo monástica que varreu a Inglaterra e o País de Gales, nos séculos XI e XII, em consequência da qual as casas religiosas no século XVI foram controladas em relação aos benefícios eclesiásticos, e eliminados cerca de metade de todos os rendimentos eclesiásticos. A dissolução ainda representa a maior transferência jurídica de propriedade da História inglesa, desde a Conquista Normanda.

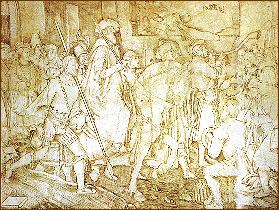
Visita a um mosteiro.

## Contexto
Neste período de supressão, um pequeno número de instituições religiosas inglesas e galesas eram oriundas do cristianismo anglo-saxônico ou céltico antes da Conquista Normanda. A esmagadora maioria das 625 comunidades monásticas dissolvidas por Henrique VIII desenvolveu-se ao longo da guinada ao monasticismo que dominou a Cristandade ocidental nos séculos XI e XII. Poucos mosteiros inglesos foram fundadas depois do final do século XIII, sendo o mais recente deles a Abadia de Syon, datada de 1415.
Em sua maioria, os fundadores de mosteiros dos séculos XI e XII tinham dotado casas monásticas com renda "temporal" na forma de receitas de latifúndios e renda "espiritual" na forma de dízimos apropriados de igrejas paroquiais sob sua tutela. Em consequência disso, os mosteiros do século XVI controlavam a nomeação para cerca de 2/5 de todos os benefícios paroquiais na Inglaterra, dispunham de cerca de metade de toda a renda eclesiástica e possuíam cerca de 1/4 da riqueza fundiária da nação. Um provérbio medieval inglês dizia que se o Abade de Glastonbury se casasse com a Abadessa de Shaftesbury, o herdeiro teria mais terras do que o rei da Inglaterra.
Os duzentos mosteiros de frades na Inglaterra e em Gales constituíram uma segunda geração distinta de fundações, quase todas ocorrendo no século XIII. Os conventos, em sua maioria, concentravam-se em áreas urbanas. Ao contrário dos mosteiros, os conventos evitavam doações de renda; os frades, como mendicantes, esperavam ser sustentados financeiramente por ofertas e doações dos fiéis, enquanto idealmente seriam autosuficientes na produção de seus próprios alimentos básicos a partir de extensas hortas urbanas.
A Dissolução dos Mosteiros na Inglaterra e na Irlanda ocorreu no contexto político de outros ataques às instituições eclesiásticas do Catolicismo romano ocidental, que já vinham ocorrendo há algum tempo. Muitos deles estavam relacionados com a Reforma Protestante na Europa Continental. Até o final do século XVI, o monasticismo havia quase totalmente desaparecido daqueles Estados europeus cujos governantes adotaram confissões de fé luteranas ou reformadas (a Irlanda era a única grande exceção). Os mosteiros continuaram com força nas nações que permaneceram católicas, e novas ordens comunitárias, como os Jesuítas e Capuchinhos, surgiram ao lado das ordens mais antigas.
As mudanças religiosas e políticas na Inglaterra sob Henrique VIII e Eduardo VI de Inglaterra foram de natureza diferente daquelas que ocorreram na Alemanha, Boêmia, França, Escócia e Genebra. Em grande parte da Europa continental, a apreensão de propriedades monásticas foi associada ao descontentamento em massa entre o povo e o baixo clero e da sociedade civil contra instituições eclesiásticas poderosas e ricas. Tal hostilidade popular contra a Igreja Católica era rara na Inglaterra antes de 1558; a Reforma na Inglaterra e na Irlanda foi comandada pela Coroa e pelos mais altos níveis da sociedade. Essas mudanças foram inicialmente recebidas com ampla suspeita popular; em algumas ocasiões e em localidades particulares, houve resistência ativa ao programa régio.